# 劝业场街道
劝业场街道是中国天津市和平区下辖的一个街道
劝业场街道的东南面、西南、西北3面分别与和平区的小白楼街道、南营门街道、南市街道相邻。拥有天津最繁华的劝业场商业区。

## 行政区划
劝业场街道下辖以下社区：
花园路社区、滨西社区、兆丰路社区、林泉社区、新疆路社区、南京路社区、宁夏路社区、福明社区、百货大楼社区、新津社区、蒙古路社区和静园社区。